# Къна
 Тази статия е за козметично средство къна.  За града в САЩ с близко звучащо име вижте Кюна.  
Къна̀, хенна̀ или хена̀ е название на растението Lawsonia inermis и на произвежданата от него боя. Боята е във вид на прах, получава се чрез смилане на изсушените листа. Използва се за козметични цели (боядисване на коса, бодиарт) и за боядисване на текстил и кожа. Листата, цветчетата и корените на растението имат лечебни свойства.

## История
Не е известно кога къната става част от човешката култура. Предполага се, че хората са се украсявали с къна още през неолита. Съществуват научни доказателства за нейното използване като козметичен продукт през бронзовата ера. Намерени са текстове и артефакти, отнасящи се към периода между 3000 и 500 г. пр.н.е., които показват използването на къната в Древен Египет, Месопотамия и източната част на Средиземноморието. Следи от къна са се запазили по косите и ръцете на мумиите от египетските гробници. Към 500 пр.н.е. къната е част от древните традиции. С нея се украсяват при религиозни ритуали, за сватбени церемонии, прикриват побелелите коси.
Къната се разпространява в другите части на света чрез миграция, културен обмен, религиозна експанзия, търговия. Предполага се, че културата на къната стига до териториите на Персия и Индия в процеса на тяхната ислямизация, започнала от 7 век. В тези региони климатичните условия и видът на почвата са подходящи за растението и способстват интегрирането на къната в традициите на живущите там народи. Съществуват описания на пътешественици и исторически текстове от средни векове, които описват използването на къната като боя за коса и украса на тялото на хората и животните. От друга страна, има и исторически записи, свидетелстващи за използването на къната за боядисване на косата в древната Парта, която се намирала на територия, принадлежала по-късно на Персия. Мюсюлманското влияние в някои области на Индия, Индонезия и Малайзия се подлага на съмнение от лингвистичното проучване на думите, които се използват за растението Lawsonia inermis. Предполага се, че в тези страни може да има по-ранна история на къната. Подобни предположения за възникване на традиции, свързани с къната, се правят и за мюсюлманските страни от западна Африка.
В Европа къната става елемент от култура през 19 век. Използват я жените от движението естетизъм и привърженичките на артистичната група на пре-рафаелитите. Яркочервените коси се асоциират с бохемския начин на живот и са предизвикателство към тогавашното обществото, което ги отхвърля и осмива. По-късно през 20 век боядисването с къна се популяризира поради нарасналия интерес към Изтока и неговата култура.
Практиката на използването на къната и днес следва древните приложения. Старинните ритуали са запазени в културите на териториите на първоначалното ѝ разпространение и съдържат религиозните и мистичните акценти от миналото. В Европа и САЩ боядисването на косите има само козметично значение, а украсата на тялото е вид изобразително изкуство.

## Приложение в козметика
В козметиката къната се използва като боя за коса и тяло. Натуралната боя е прах със зеленикав цвят. Получава се чрез смилане и пресяване на изсушените листа на растението. Чистият продукт без химически примеси рядко предизвиква алергия и може да се използва за боядисване на коса, кожа и нокти. В Европа продуктите на базата на къната използват вносна суровина. Нейното качество зависи от локалните условия на мястото, където се отглежда растението. Основните производители на къна са Индия, Пакистан, Мароко, Египет и Судан.

### Боя за коса
Оттенъците, които се получават при боядисване с къна, зависят от естествения цвят на косата и са от ярко оранжеви до тъмен махагон. Къната се използва не само за покриване на бели коси или промяна на цвета, но и като подхранващо и укрепващо средство. Косата след къносването става мека, придобива блясък. Черен цвят или кафяв оттенък на косата се получава, когато къната се смеси с растителното багрило индиго. По-светли оттенъци се получават чрез добавяне на Cassia obovata, известна също като Senna italica, която също е растителен продукт.

#### Начин на приложение
Натуралната къна се продава във вид на прах и за да се използва за боядисване, подготвят се и косата и сместа за намазването ѝ:
- Косата трябва да е чиста и влажна.
- Сместа се приготвя в керамичен или порцеланов съд чрез разбъркване на определени пропорции прах и течност, така че да се получи гъста кашица.

Ефективното отделяне на лоузона става при лека киселинност (PH 5.5). Поради това за течност обикновено се използва вода с добавки от натурален оцет, лимонов или друг плодов сок. Сместа може да се ароматизира чрез естествени подправки. Включването на яйце допълнително засилва подхранването и блясъка на косата, но намалява ефективността на боядисването. Преди да се използва, сместа престоява не по-малко от 1 час, за да се освободи лоузонът. Продължителността на този етап от подготовката може да стига и до едно денонощие. През това време съдът с разбърканата къна трябва да е добре покрит, така че да се избегне изсъхването на кашицата. Процедурата на същинското боядисване изисква предпазване на ръцете и дрехите от петна. Кашицата се намазва по цялата коса с подходяща четка, главата се покрива с непроницаема за въздуха материя, например найлон. Боята се оставя да действа няколко часа – най-малко два, препоръчително е да се преспи една нощ. Желателно е главата да е добре завита и да се пази топла. Продължителността на процедурата определя наситеността на крайния цвят на косата. Накрая косата се измива с обилна вода, така че да се махнат всичките остатъци от сместа. Водата не бива да е гореща, а да е хладка или топла.

#### Продукти със заимствано име „къна“
С името къна понякога се означават търговски продукти, които не са произведени от растението Lawsonia inermis и нямат нейните качества.

##### Неутрална къна
„Неутралната къна“ е натурално средство за коса, което не съдържа Lawsonia inermis. Продуктът се получава изцяло от растението Senna italica. Думата „неутрална“ в неговото название означава, че цветът на обработената с него коса не се променя. „Неутралната къна“ се използва за подхранване и укрепване на косата или за придаване на златист блясък на светлата коса.

##### Черна къна
„Черната къна“ се произвежда от растението Indigofera, от което се прави индиго. За да се получава черен цвят на косата, в състава на продукта се включват химически добавки. Една от тези добавки може да е парафенилендиамин (ПФД), който е силен алерген. Дори не много продължителен контакт на кожата с това вещество може да доведе до тежки дерматити. Поради тази причина използването на черната къна трябва да бъде много предпазливо. Не се препоръчва, а в някои страни е забранено, тя да се използва за татуировки.

### Бодиарт
В културите на редица страни съществува традицията за къносването на ръцете и краката. Създаването на шарки с къна върху кожата е част от национални и религиозни ритуали в арабските страни и Иран. В Индия, Пакистан и Бангладеш по време на сватбените тържества се провеждат така наречени „менди вечери“ по украсяването на булката и младоженеца с къна.
В различните региони украсяването с къна има свои стилистически специфики:
- В арабските страни рисунките по кожата се по-едри и са предимно с флорални мотиви. Покриват се китките и стъпалата.
- Индийското менди използва тънки линии и точки за очертаване на дантелени шарки. Рисунките покриват ръцете, предмишниците, стъпалата и подбедрената част на краката.
- В африканския стил преобладават очертани с по-дебели линии семпли и относително едри геометрични и абстрактни елементи.

В съвременния свят с индийската дума менди (мехнди, мехенди, механди) се нарича изкуството на рисуване по тяло с къна. Менди е разпространено извън традиционните региони и се е наложило като част от модерния бодиарт. Къната се използва също за временни татуировки, тъй като рисунките върху кожата не са трайни, а постепенно се измиват в течение на 1 – 3 седмици.

#### Начин на приложение
Къната за бодиарт е фино пресята и с относителна висока концентрация на лоузона. Колкото е повече съдържанието на лоузона, толкова по-тъмна и контрастна става рисунката. Наситеността на линиите се определя и от продължителността на въздействието на къната върху кожата.
Най-опростеният начин за приготвянето на пастата е да се разбърка къната и лимонов сок в керамичен съд, да се завие с найлон и да се остави да престои една нощ. След нанасянето на рисунката започва постепенното проникване на лоузона в кожата и нейното оцветяване. Ако времетраенето на процедурата е голямо, сместа изсъхва, напуква се, нейните частици се отделят от кожата и падат, в резултат на което се нарушава целостта на рисунката. Добавянето на захар или мед помага да се подобри залепването на къната към кожата и създава предпоставки за по-фини шарки.
Затоплянето ускорява процеса и позволява по-лесно да се получи тъмният цвят на линииите. Това става във влажната среда на топла пара, като по този начин се избягва изсъхването на пастата. При неголеми участъци върху ръцете и краката те се държат над загрят съд с вода. За големи области по тялото най-добре процедурата да се провежда в затоплена баня. Традиционно такава украса се правила в хамами.
Рисунката се нанася чрез изстискване на сместа през фунийка, с четчици, спринцовка. За създаване на тънки линии къната допълнително се пресява, пастата се прецежда през фина материя (препоръчват се тънки дамски чорапи). Линиите се получават тънки като косъм, когато пастата се точи добре. Паста с подобно качество се постига чрез добавяне на мед, сминдух или бамя.
Постигането на наситена шарка изисква няколко часа и за да се избегне размазването на къната, обработената повърхност се завива или се запечатва. Техниките за този етап са най-разнообразни: запечатването може да става с лак за коса, пилинг маска за лице и др.; за завиване може да се използва хартиена лепенка, ръкавици или чорапи.